# ASPUnivNet
ASPUnivNet（エイエスピーユニヴネット）は、文部科学省及び日本ユネスコ国内委員会がESD（持続可能な開発のための教育）の推進拠点と位置づけているユネスコスクールのパートナーとして、ユネスコスクールの活動を支援する大学のネットワークである。ユネスコスクール支援大学間ネットワークという表現も用いられる。

## 歴史
- 2007年 - 宮城教育大学で行われた「国際理解教育シンポジウム」を契機に、宮城県気仙沼市を中心にユネスコスクールの加盟申請が一気に増加した。学校教育への大学の協力に加え、申請を大学が支援したことが、推進力となった。[1]
- 2008年11月 - 宮城教育大学にて「ユネスコスクールの集い」が開催され、ユネスコスクールの支援を考える大学の関係者が集まり、大学間ネットワークの設立が提唱された。[1]
- 2008年12月 - 「ESD国際フォーラム2008」（主催：文部科学省、日本ユネスコ国内委員会、国連教育科学文化機関（ユネスコ）、共催：国連大学、財団法人ユネスコ・アジア文化センター、宮城教育大学）が国連大学で開催され、8大学で正式にユネスコスクール支援大学間ネットワーク（ASPUnivNet）が発足。[1]

## ミッション
ASPUnivNetにできることとして、下記の4つが挙げられている。
- ユネスコスクール加盟支援 - 学校のユネスコスクール加盟を支援
- ユネスコスクール活動支援 - 大学の持つ知的資源を学校現場に提供
- ユネスコスクール地域連携支援 - NGO・NPOなどの団体や社会教育機関との連携の促進
- ユネスコスクールネットワーク形成支援 - 海外・国内のユネスコスクール間を結ぶ

なお、加盟大学で主たる支援地域を分担している。

## 加盟大学
2025年4月現在の加盟大学は以下の通りである。
（五十音順）
- 愛知教育大学
- 大阪公立大学
- 岡山大学
- 金沢大学
- 京都外国語大学
- 静岡大学 - 教育学部のみ
- 信州大学 - 教育学部のみ
- 成蹊大学
- 創価大学 - 教育学部・教職大学院のみ
- 玉川大学 - 教育学部のみ
- 千葉商科大学
- 中部大学
- 東海大学 - 教養学部のみ
- 東北大学 - 大学院環境科学研究科のみ
- 奈良教育大学
- 鳴門教育大学
- 広島市立大学 - 国際学部のみ
- 広島大学 - 教育学部のみ
- 福岡教育大学
- 福山市立大学
- 北海道教育大学 - 釧路校のみ
- 三重大学
- 宮城教育大学
- 琉球大学